# Де Пауль, Родриго
Родри́го Хавье́р де Па́уль (также встречается вариант де Поль; исп. Rodrigo Javier de Paul, испанское произношение: [roˈðɾiɣo ðe pol]; род. 24 мая 1994[…], Саранди, Буэнос-Айрес) — аргентинский футболист, полузащитник клуба «Атлетико Мадрид» и сборной Аргентины. Выступает на правах аренды за «Интер Майами». Чемпион мира 2022 года.

## Клубная карьера

### «Расинг»
Родриго родился в Саранди в 1994 году в многодетной семье. У него есть два старших брата, Дамиан и Гидо. Вскоре после рождения Родриго его родители, Моника и Роберто, развелись. В 3 года мальчика отдали в секцию футбола при местном клубе «Депортиво Бельграно де Саранди», где его мать работала бухгалтером. Очень большую роль в становлении личности Родриго сыграл дедушка по отцовской линии — Освальдо, который проводил с ним много времени, отводил на тренировки. В честь него у Де Пауля есть татуировка на спине. В 8 лет мальчик попал в академию своей любимой команды, «Расинга». Кумирами Родриго в детстве были Хуан Рикельме, Зинедин Зидан, Роналдиньо и Лионель Месси.
10 февраля 2013 года в матче против «Атлетико Рафаэла» он дебютировал за «Расинг» в аргентинской Примере, заменив Мауро Каморанези. 10 марта в поединке против «Сан-Мартин Сан-Хуан» Родриго забил свой первый гол. В сезоне 2012/2013 Де Пауль провёл 19 матчей и отличился двумя мячами. В ходе следующего розыгрыша Примеры полузащитник стал ключевым игроком команды, которая, в свою очередь, вела борьбу за выживание. Родриго стал выступать под 10-м номером. В сезоне 2013/2014 он сыграл в 35 матчах и забил 4 гола. Де Пауль особенно выделялся в заключительных турах чемпионата, в которых решалось, останется ли «Расинг» в высшей лиге. 20 апреля футболист забил победный гол в важнейшем матче против клуба «Архентинос Хуниорс», также боровшегося за выживание.

### «Валенсия»
В мае 2014 года Де Пауль подписал контракт с испанской «Валенсией». Сумма трансфера составила 4,7 млн евро. Переходу во многом поспособствовала работа спортивного директора «летучих мышей» Роберто Айялы, который будучи знакомым с Родриго по «Расингу» (Айяла работал в клубе, когда полузащитник выступал за юношеский состав) убедил и самого футболиста, и его родных присоединиться к испанской команде. 23 августа в матче против «Севильи» он дебютировал в Ла Лиге, заменив во втором тайме Пако Алькасера. Дебют вышел неудачным: уже через минуту после выхода Родриго попал локтем в лицо Алеша Видаля и получил прямую красную карточку. 9 апреля 2015 года в поединке против «Атлетика» из Бильбао Де Пауль забил свой первый гол за «Валенсию». В сезоне 2014/2015 «летучие мыши» заняли четвертое место, дававшее право на участие в квалификации в Лигу чемпионов УЕФА. Тренер команды Нуну Эшпириту Санту регулярно выпускал Родриго на замену, аргентинец провёл 25 матчей в Ла Лиге. Однако в следующем сезоне в клубе поменялось руководство, а португальского наставника сменил Гари Невилл. При новом специалисте Де Пауль не впечатлял своей игрой, зимой он на правах полугодичной аренды вернулся в «Расинг». 24 февраля 2016 года в матче Кубка Либертадорес против боливийского «Боливара» полузащитник забил гол, который помог клубу выйти в плей-офф турнира, где в 1/8 финала «Расинг» уступил «Атлетико Минейро» и выбыл из борьбы за титул.

### «Удинезе»
В июле 2016 года Де Пауль перешёл в итальянский «Удинезе», подписав контракт на 5 лет. Сумма трансфера составила 3 млн евро. «Бьянконери» в тот момент нуждались в креативных исполнителях в центр поля, и переход аргентинца должен был закрыть проблемную позицию. 20 августа в матче против «Ромы» он дебютировал в Серии A. 29 января 2017 года в поединке против «Милана» Де Пауль забил свой первый гол за «Удинезе», на 73-й минуте поразив ворота «россонери» дальним ударом. Этот мяч принёс его команде победу. Тренер соперников Винченцо Монтелла после матча выразил недовольство судейством, так как незадолго до того как забить гол Родриго грубо сфолил на Маттия Де Шильо и нанёс тому травму, но получил за этот эпизод лишь желтую карточку. Впоследствии полузащитник принёс Де Шильо свои извинения. 9 апреля 2017 года в игре против «Дженоа» аргентинец сначала открыл счёт точным ударом из-за пределов штрафной, а потом забил прямым ударом с углового (ошибся голкипер оппонентов Рубиньо; некоторые порталы приписывают ему автогол). В первом сезоне за «Удинезе» Де Пауль провёл 34 матча и забил 4 гола.
В сезоне 2017/18 полузащитник сыграл 37 матчей и забил 4 гола (все — с пенальти), а «Удинезе» заняли 14-ю строчку в таблице. Де Пауль отлично начал следующий сезон, забив 6 голов всего за 13 туров Серии А: он отличился в играх против «Пармы», «Сампдории», «Торино», «Кьево», «Дженоа» и «Ромы», причем ни в одной из них «бьянконери» не уступили. Благодаря такой форме интерес к его покупке появился у «Милана» и «Интера». Во второй половине чемпионата Родриго забил ещё 3 гола (один — в ворота «Болоньи» и два — «Эмполи»). Перед началом следующего сезона Даниэль Пагани, оценивая выступления полузащитника в Италии, отмечал как несомненный талант и потенциал Де Пауля, так и его нестабильность, частично объясняя её отсутствием опытных партнёров рядом с ним и невысокий уровень результатов всей команды.
В 3-м туре нового сезона в поединке против «Интера» Де Пауль был удалён за пощёчину Антонио Кандреве. Также ему была присуждена трёхматчевая дисквалификация. После того как в ноябре тренером команды стал Лука Готти игра аргентинца вышла на новый уровень во многом благодаря решению нового наставника полностью перевести Родриго в центр поля. До этого специалисты иногда ставили футболиста на фланг полузащиты или на позицию второго форварда. 6 январе во встрече против «Лечче» (1:0) он забил победный гол на 90-й минуте. Де Пауль закончил сезон с 7 мячами и 6 результативными передачами.
Сезон 2020/21 стал лучшим для Де Пауля в футболке «Удинезе»: он получил капитанскую повязку, записал на свой счёт 9 голов и 10 результативных передач, был одним из лидеров Серии А по таким показателям как ключевые пасы и созданные голевые моменты. Эксперты отмечали, что «бьянконери», из года в год занимающие места в нижней части турнирной таблицы, не соответствуют амбициям аргентинца. Долгое время вероятным считался трансфер Де Пауля в «Лидс Юнайтед». Под одной из записей в Твиттере Родриго даже подтвердил, что готов присоединиться к английской команде, в то время возглавляемой его соотечественником Марселой Бьелсой, однако вскоре удалил свой пост. 23 мая 2021 года полузащитник сыграл свой последний матч за клуб. Игра завершилась со счётом 1:5 в пользу соперников «Удинезе» — миланского «Интера». Де Пауль был заменён на 69-й минуте; болельщики проводили его продолжительными аплодисментами. За пять сезонов в «Удинезе» Родриго провёл за команду во всех соревнованиях 184 встречи и забил 34 гола.

### «Атлетико Мадрид»
Летом 2021 года Де Пауль вернулся в Испанию, подписав контракт на 5 лет с «Атлетико Мадрид». Сумма трансфера составила 35 млн. евро. 15 августа в матче против «Сельты» он дебютировал за новую команду. 7 декабря в поединке Лиги чемпионов против португальского «Порту» Родриго забил свой первый гол за «Атлетико Мадрид».

## Международная карьера
Де Пауль впервые получил вызов в сборную осенью 2018 года после назначения на должность главного тренера Лионеля Скалони. Под руководством этого наставника Де Пауль стал одним из ключевых футболистов национальной команды (за свою активность на поле партнёры дали ему прозвище «мотор») и вплоть до окончания чемпионата мира в Катаре пропустил всего лишь 7 игр «альбиселесте». Родриго дебютировал за сборную 11 октября 2018 году в товарищеском матче против сборной Ирака. Летом 2019 года Де Пауль принял участие в Кубке Америки в Бразилии. Он сыграл во всех матчах турнира, выходя во всех встречах, кроме первой, в стартовом составе. Аргентинцы тогда заняли третье место.
Через два года Де Пауль в составе сборной всё-таки победил на Кубке Америки. Полузащитник хорошо проявил себя в играх турнира. В четвертьфинальном матче против Эквадора Родриго забил свой первый гол за Аргентину, открыв счёт в поединке. В финале Де Пауль отдал результативную передачу: после его длинного паса Анхель ди Мария забил единственный мяч в игре. По итогам турнира полузащитник вошёл в символическую сборную турнира по версии КОНМЕБОЛ.
В ноябре 2022 года Лионель Скалони включил Де Пауля в заявку на чемпионат мира в Катаре. В стартовом туре Аргентина сенсационно уступила Саудовской Аравии; Родриго играл все 90 минут, но не показал своих лучших качеств. В следующей игре против Мексики, которую «альбиселесте» выиграли со счётом 2:0, он также испытывал трудности. Заключительный матч группового этапа против Польши Де Пауль провёл на более высоком уровне, равно как и встречу 1/8 финала против Австралии, за что получил похвалу от партнёров по команде и журналистов. Родриго выходил в стартовом составе и в следующих матчах плей-офф против Нидерландов и Хорватии. В финале Де Пауль был заменён в ходе первого дополнительного тайма, а Аргентина впоследствии одержала победу в серии пенальти. Эксперты дали положительные оценки его выступлению как в решающем поединке, так и на турнире в целом, отметив его важную роль в схеме Скалони.

### Голы за сборную Аргентины
| # | Дата            | Место                                    | Противник | Счёт | Результат | Соревнование           |
| - | --------------- | ---------------------------------------- | --------- | ---- | --------- | ---------------------- |
| 1 | 3 июля 2021     | Стадион Педро Людовико, Гояния, Бразилия | Эквадор   | 1:0  | 3:0       | Кубок Америки 2021     |
| 2 | 10 октября 2021 | Монументаль, Буэнос-Айрес, Аргентина     | Уругвай   | 2:0  | 3:0       | Квалификация к ЧМ-2022 |

## Статистика
| Выступление         | Выступление      | Выступление      | Лига | Лига | Кубок | Кубок | Континент | Континент | Прочие | Прочие | Итого | Итого |
| Клуб                | Лига             | Сезон            | Игры | Голы | Игры  | Голы  | Игры      | Голы      | Игры   | Голы   | Игры  | Голы  |
| ------------------- | ---------------- | ---------------- | ---- | ---- | ----- | ----- | --------- | --------- | ------ | ------ | ----- | ----- |
| Расинг (Авельянеда) | Примера          | 2012/13          | 19   | 2    | 1     | 0     | 2         | 0         | 0      | 0      | 22    | 2     |
| Расинг (Авельянеда) | Примера          | 2013/14          | 35   | 4    | 0     | 0     | 0         | 0         | 0      | 0      | 35    | 4     |
| Расинг (Авельянеда) | Итого            | Итого            | 54   | 6    | 1     | 0     | 2         | 0         | 0      | 0      | 57    | 6     |
| Валенсия            | Примера          | 2014/15          | 25   | 1    | 4     | 1     | 0         | 0         | 0      | 0      | 29    | 2     |
| Валенсия            | Примера          | 2015/16          | 9    | 0    | 3     | 0     | 3         | 0         | 0      | 0      | 15    | 0     |
| Валенсия            | Итого            | Итого            | 34   | 1    | 7     | 1     | 3         | 0         | 0      | 0      | 44    | 2     |
| Расинг (Авельянеда) | Примера          | 2016             | 11   | 0    | 1     | 0     | 3         | 1         | 0      | 0      | 15    | 1     |
| Расинг (Авельянеда) | Итого            | Итого            | 11   | 0    | 1     | 0     | 3         | 1         | 0      | 0      | 15    | 1     |
| Удинезе             | Серия А          | 2016/17          | 34   | 4    | 1     | 1     | 0         | 0         | 0      | 0      | 35    | 5     |
| Удинезе             | Серия А          | 2017/18          | 37   | 4    | 2     | 0     | 0         | 0         | 0      | 0      | 39    | 4     |
| Удинезе             | Серия А          | 2018/19          | 36   | 9    | 1     | 0     | 0         | 0         | 0      | 0      | 37    | 9     |
| Удинезе             | Серия А          | 2019/20          | 34   | 7    | 1     | 0     | 0         | 0         | 0      | 0      | 35    | 7     |
| Удинезе             | Серия А          | 2020/21          | 36   | 9    | 2     | 0     | 0         | 0         | 0      | 0      | 38    | 9     |
| Удинезе             | Итого            | Итого            | 177  | 33   | 7     | 1     | 0         | 0         | 0      | 0      | 184   | 34    |
| Атлетико Мадрид     | Примера          | 2021/22          | 36   | 3    | 2     | 0     | 9         | 1         | 1      | 0      | 48    | 4     |
| Атлетико Мадрид     | Примера          | 2022/23          | 30   | 2    | 3     | 0     | 5         | 1         | 0      | 0      | 38    | 3     |
| Атлетико Мадрид     | Примера          | 2023/24          | 34   | 3    | 5     | 0     | 8         | 1         | 1      | 0      | 48    | 4     |
| Атлетико Мадрид     | Итого            | Итого            | 100  | 8    | 10    | 0     | 22        | 3         | 2      | 0      | 134   | 11    |
| Всего за карьеру    | Всего за карьеру | Всего за карьеру | 376  | 48   | 26    | 2     | 30        | 4         | 2      | 0      | 434   | 54    |

## Достижения

### Командные
Сборная  Аргентины
- Чемпион мира: 2022
- Обладатель Кубка Америки (2): 2021, 2024
- Победитель Финалиссимы: 2022

### Личные
- Вошёл в символическую сборную Кубка Америки по версии КОНМЕБОЛ: 2021[43]
- Вошëл в символическую сборную Ла Лиги: 2024/25[44]